# Richard III. (England)

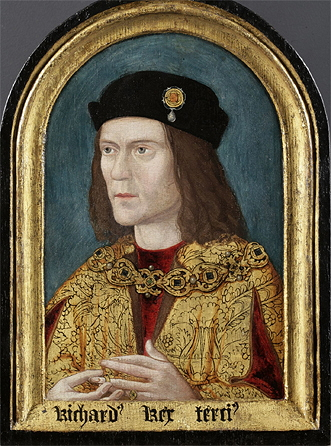
Richard III. von England. Dieses älteste erhaltene Porträt Richards wurde um 1520 nach einem verlorengegangenen Original gemalt.

Richard III. (* 2. Oktober 1452 auf Fotheringhay Castle, Northamptonshire; † 22. August 1485 bei Market Bosworth, Leicestershire), zuvor Herzog von Gloucester, war von 1483 bis zu seinem Tod in der Schlacht von Bosworth König von England. Er war der letzte englische Herrscher aus dem Haus Plantagenet und zugleich der letzte, der auf einem Schlachtfeld fiel. Mit seinem Tod endete die Epoche der sogenannten Rosenkriege, in der zwei Nebenlinien der Plantagenets, die Häuser York und Lancaster, einen jahrzehntelangen Machtkampf gegeneinander ausgetragen hatten. Danach gelangte das entfernt mit den Lancasters verwandte Haus Tudor auf den Thron.
1597 schrieb Shakespeare das Drama Die Tragödie von König Richard III., das auf parteiischen Quellen basiert und Richards Bild bis heute negativ geprägt hat.

## Leben
Richard wurde auf Schloss Fotheringhay als jüngster von acht Söhnen (von denen vier überlebten) des Richard Plantagenet, 3. Duke of York, und dessen Gemahlin Cecily Neville geboren. Als Angehöriger der seit 300 Jahren regierenden Dynastie Plantagenet hatte sein Vater gewichtige Ansprüche auf den englischen Thron, den zu dieser Zeit König Heinrich VI. aus dem Haus Lancaster, einer anderen Linie des Hauses Plantagenet, innehatte.
Richards Vater und sein älterer Bruder Edmund, Earl of Rutland, fielen während der Rosenkriege in der Schlacht von Wakefield, als Richard noch ein Junge war. Richard wurde der Obhut Richard Nevilles, des Earls of Warwick, unterstellt. Warwick gilt in der englischen Geschichtsschreibung als „Königsmacher“, da er erheblichen Einfluss auf den Fortgang der Rosenkriege ausübte. Er half 1461, Heinrich VI. zu stürzen und ihn durch Richards ältesten Bruder Eduard IV. zu ersetzen.

### Aufstieg im Schatten Eduards IV.

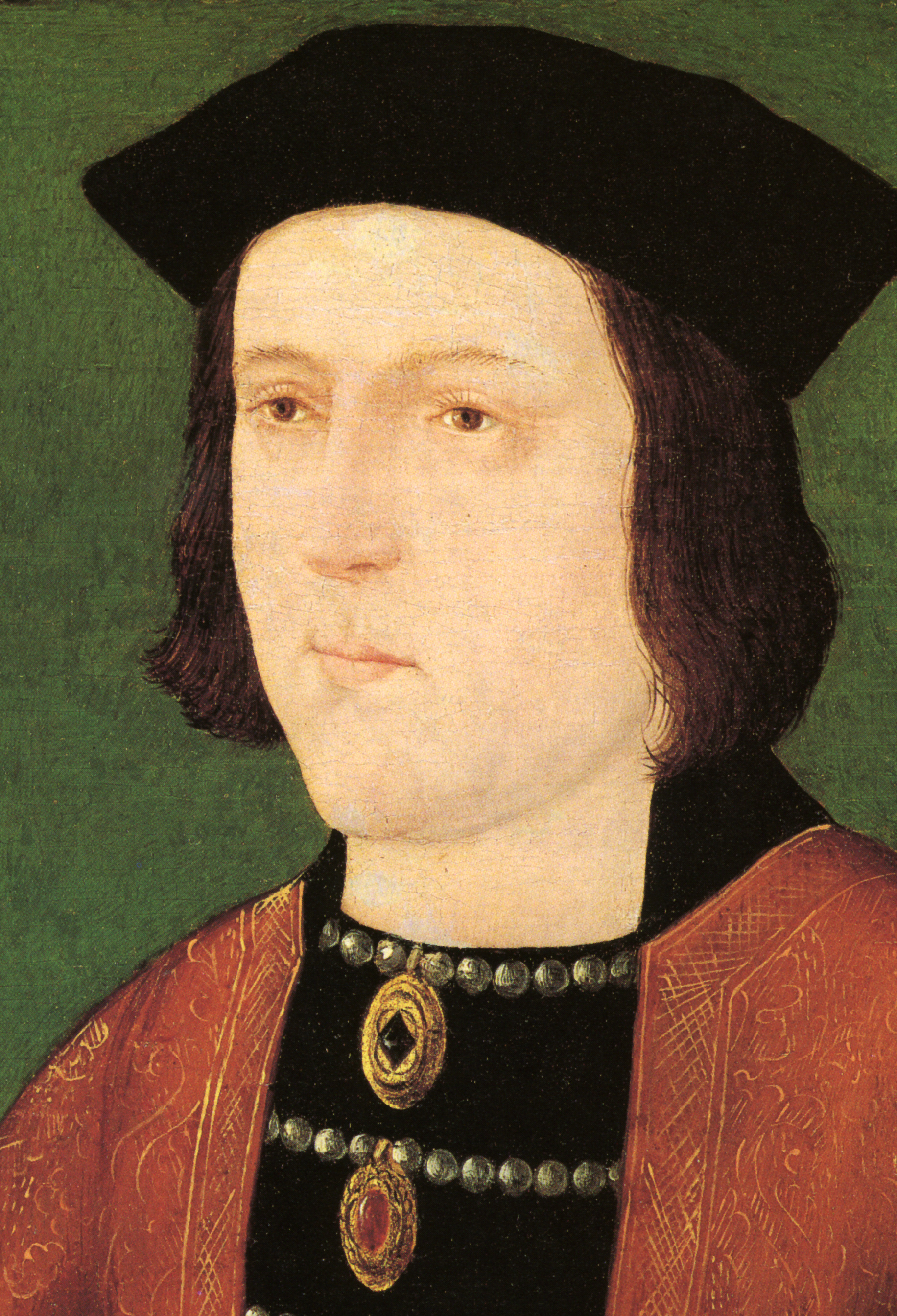
König Eduard IV. von England, Richards älterer Bruder

Während Eduards Herrschaft bewies Richard als Duke of Gloucester seine Loyalität. Vor allem in der Spätphase der Rosenkriege zeigte er große Fähigkeiten als Heerführer. Als Heinrich VI. kurzzeitig wieder auf den Thron gelangte, floh Richard im Oktober 1470 gemeinsam mit Eduard ins Exil nach Brügge in Flandern. Der mittlere Bruder der beiden, George Plantagenet, 1. Duke of Clarence, verbündete sich dagegen mit Warwick, der inzwischen auf die Seite der Lancasters gewechselt hatte. Am 14. März 1471 kehrte Richard im Gefolge Eduards IV. nach England zurück. Beim Marsch auf London trafen sie sich mit George, der Eduards Vergebung fand und sich wieder dem Haus York anschloss. Kurz darauf schlug Eduard das Haus Lancaster endgültig. Der gefangene und geistig labile Heinrich VI. wurde ermordet.
Sofort begannen neue Auseinandersetzungen, diesmal zwischen den Brüdern George von Clarence und Richard von Gloucester. George besaß als Ehemann Isabella Nevilles, der Tochter des Grafen von Warwick, den Anspruch auf die Hälfte der umfangreichen Nevilleschen Besitzungen, die von der Krone eingezogen worden waren. Da er seinen Schwager Eduard, den Sohn Heinrichs VI., getötet hatte, der mit der jüngeren Neville-Tochter Anne verheiratet gewesen war, beanspruchte er das komplette Erbe. Hier setzte allerdings der damals neunzehnjährige Richard an, der Anne Neville heiraten wollte. George konnte Richards Ansprüche nicht ganz ignorieren, machte aber seine Zustimmung zur Heirat im Februar 1472 von der massiven Zuteilung politischer Ämter und Neville-Ländereien durch Eduard IV. abhängig. Richard durfte schließlich Anne heiraten, wurde aber mit kleineren Ländereien und den Ämtern des Constable of England und des Warden of the Forests North of the Tenth vergleichsweise bescheiden bedacht. Vor allem letzteres Amt ermöglichte es Richard aber in den Folgejahren, eine stabile Machtbasis im Norden Englands aufzubauen. Allen voran erlangte er in der vormaligen Lancaster-Stadt York eine große Popularität. Zudem deuten alle Quellen darauf hin, dass seine Ehe mit Anne äußerst harmonisch war. Richard und Anne hatten einen Sohn, Edward of Middleham (1473–1484), der aber kurze Zeit nach seiner Ernennung zum Thronfolger starb. Anne starb ebenfalls vor Richard.
George sank derweil immer weiter in der Gunst seines Bruders Eduard IV. Nach dem Tod seiner Frau Isabella 1476 versuchte er, eine Heirat mit Maria, der Erbin Burgunds, zu arrangieren, was Eduard ihm aber verbot. Als er kurz darauf in mehreren Prozessen unzulässig Druck auf die Gerichte ausübte, leitete Eduard einen Hochverratsprozess gegen seinen Bruder ein. Am 18. Februar 1478 wurde der Tod Georges bekanntgegeben. Einer Legende nach wurde er in einem Fass Malvasier-Wein ertränkt, nachdem er sich durch einen letzten Gnadenakt seines Bruders die Todesart selbst hatte aussuchen dürfen.

### Kampf um die Macht

Wappen Richards als 1. Duke of Gloucester

Am 9. April 1483 starb Eduard IV. überraschend nach einwöchiger Krankheit. Das Königreich hinterließ er seinem ältesten Sohn, dem zwölfjährigen Eduard V. Zum Vormund, auch für Eduards neunjährigen Bruder Richard of Shrewsbury, 1. Duke of York, bestimmte er seinen Bruder Richard. Gemeinsam mit dem Privy Council sollte Richard während der Minderjährigkeit des Thronerben auch das Land regieren.
Das Privy Council bestand allerdings aus verschiedenen streitenden Parteien, unter ihnen die Partei Richards und die der Königswitwe Elizabeth Woodville. Im April 1483 kam es zu turbulenten Szenen, als die Fraktionen des Thronrats jeweils versuchten, möglichst viele Verbündete zu gewinnen, um die Kontrolle über den unmündigen Thronfolger, den Staatsschatz und die Flotte zu erlangen.
Ende April befand sich Elizabeth Woodville im Besitz von Staatsschatz und Flotte, während Richard den reichen und militärisch starken Lordkanzler William Hastings, 1. Baron Hastings, sowie Henry Stafford, den Duke of Buckingham, beide Mitglieder des Thronrats, auf seine Seite gezogen hatte. Der junge Eduard befand sich mit einer starken Leibgarde in Stony Stratford nahe Northampton. Dort traf Richard am 30. April 1483 mit ihm zusammen. Er informierte seinen Neffen, dass dessen Mutter offensichtlich den letzten Willen Eduards IV. missachtet hatte und seine, Richards, Einsetzung als Protektor zu verhindern suchte. Darauf begab sich Eduard, ob gezwungen oder freiwillig, in Richards Obhut. Sein Hofstaat, darunter Earl Rivers, der Kommandant von Eduards Leibwache und Bruder der Königin, ihr zweiter Sohn Richard Grey und Eduards Kammerherr Sir Thomas Vaughan wurden gefangengesetzt. Die Woodville-Fraktion in London reagierte mit Panik. Elisabeth begab sich mit ihren Kindern und Juwelen in die Abtei von Westminster, wo ihnen Asyl gewährt wurde. Ihr Bruder verließ mit der Flotte das Land. Der übrige Thronrat billigte dagegen Richards Schritt, der ankündigte, mit seinem Neffen zu dessen Krönung nach London zu kommen, wo sie am 4. Mai einzogen.

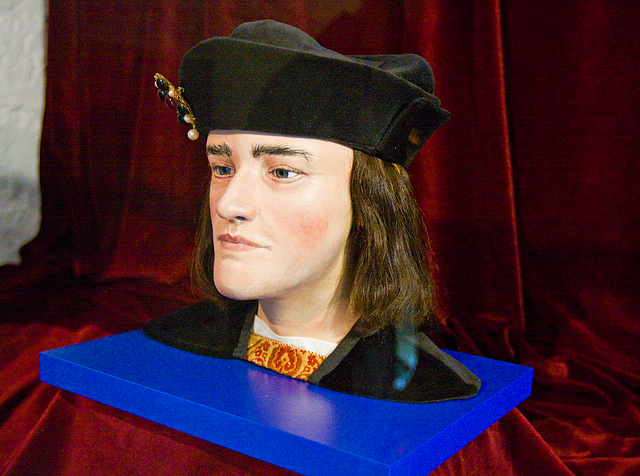
Auf der Grundlage des Schädels rekonstruierter Kopf Richards (Sudeley Castle)

Richard und der Herzog von Buckingham wurden zu den dominierenden Figuren des Kronrats. Das Parlament und eine Synode der englischen Kirche wurden einberufen, um die Krönung Eduards vorzubereiten. Der zukünftige König sollte diese Zeit auf Buckinghams Betreiben im Londoner Tower, damals als Schloss durchaus ein angemessener Wohnsitz, erwarten. Unterdessen fühlte sich Lordkanzler Hastings angesichts des Aufstiegs Buckinghams zurückgesetzt. Er nahm gemeinsam mit anderen Ratsmitgliedern Kontakte zur Woodville-Fraktion auf, die aber bald enttarnt wurden: Am 13. Juni 1483 beschuldigte man William Hastings des Verrats und verurteilte ihn ohne Gerichtsverhandlung unverzüglich zum Tode. Nach der Beichte wurde er auf dem Tower Green auf einem Stück Bauholz enthauptet. Dies nutzte Richard III. aus, um gegen weitere Anhänger der Familie Woodville vorzugehen. Die bereits seit dem 30. April in Richards Gefangenschaft befindlichen Earl Rivers, Richard Grey und Thomas Vaughan wurden ebenfalls hingerichtet. Jane Shore, eine Mätresse von König Eduard IV., dessen Stiefsohn Thomas Grey (der sich der Strafverfolgung entzog, indem er ebenfalls um Asyl in der Westminsterabtei mit seiner Mutter ersuchte) und schließlich der neue Lord Hastings wurden wegen nur geringer Vergehen zu öffentlicher Buße und kurzzeitiger Inhaftierung verurteilt.
Inzwischen hatte Robert Stillington, der Bischof von Bath und Wells, in London zu verkünden begonnen, dass die Kinder von Elizabeth Woodville und Eduard IV. illegitim seien, weil der König sich vor der Eheschließung mit Elizabeth mit Eleanor Butler, der mittlerweile verstorbenen Tochter des Grafen von Shrewsbury, verlobt habe. Beweisen ließ sich dieser Vorwurf nicht, doch er verbreitete sich schnell in London. Die logische Schlussfolgerung war, dass Richard als legitimer Thronfolger gelten musste: Die älteren Brüder Richards waren tot. Die Söhne von George Plantagenet kamen nicht in Frage, da sie durch das Komplott ihres Vaters des Thrones unwürdig waren. Ob Richard den Anschuldigungen Stillingtons wirklich Glauben schenkte oder ob er sie lediglich als günstige Gelegenheit betrachtete, den Thron zu usurpieren, lässt sich heute nicht mehr klären. Am 23. Juni vertrat Buckingham vor einer Adelsversammlung Richards Thronanspruch. Am 25. Juni erklärte das englische Parlament Richard zum rechtmäßigen Thronfolger. Es erläuterte sein Handeln einige Monate später in einem Dokument mit dem Titel Titulus Regius, von dem nur noch ein Exemplar erhalten ist.

Richards königliches Wappen

Richards Royal Standard

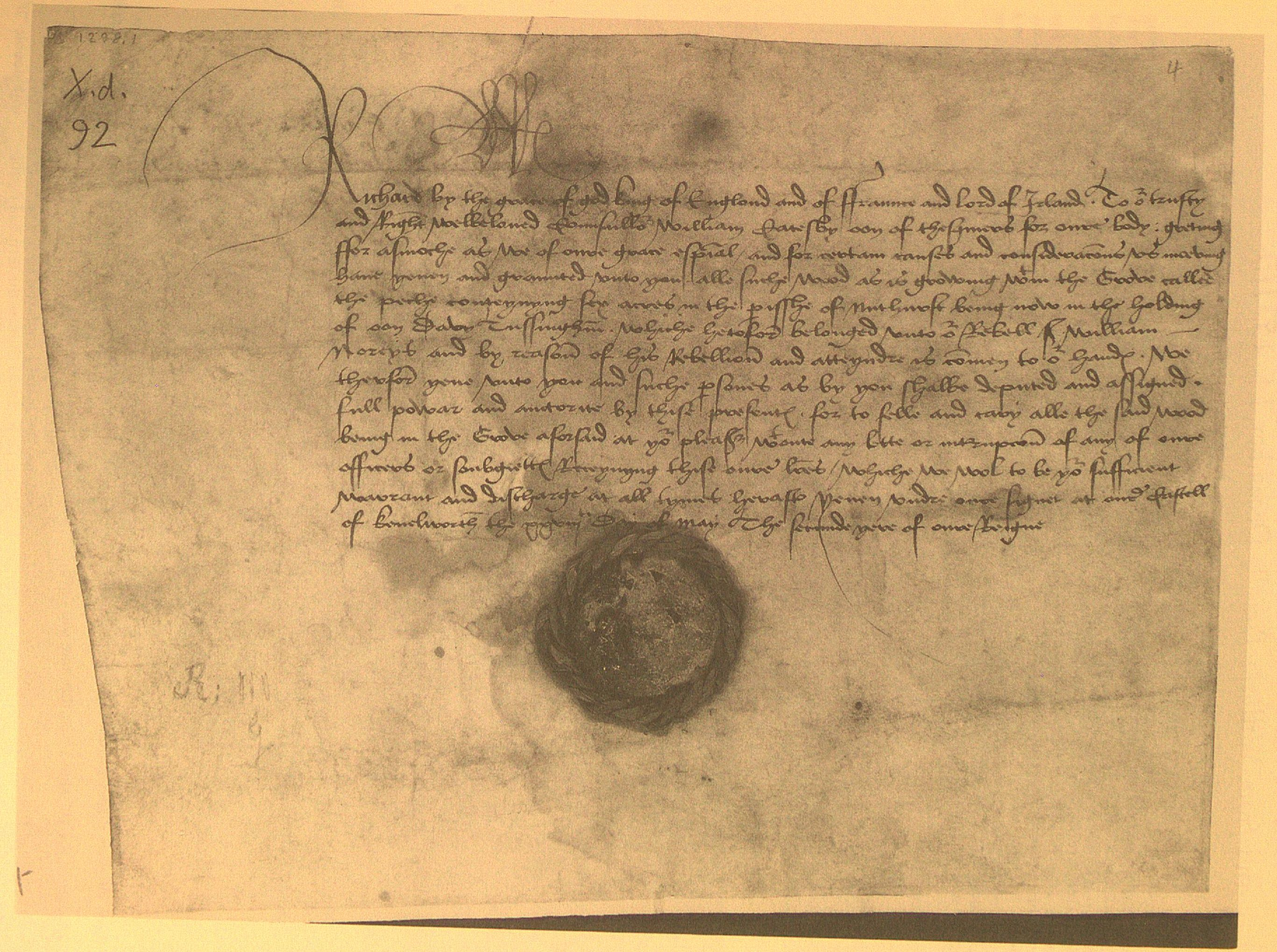
Eine Urkunde Richards III. für William Catesby vom 28. Mai 1485. Washington (D.C.), Folger Shakespeare Library, MS. X. d. 92

### Richard als König
Einen Tag nach dem Parlamentsbeschluss, am 26. Juni 1483, trat Richard III. als letzter König aus dem Haus Plantagenet, zu dem das Haus York als Nebenlinie gehörte, seine Herrschaft an. Die Krönung fand am 6. Juli statt. Die Prinzen Eduard und Richard blieben im Tower (siehe: Prinzen im Tower).
Am 8. September wurde Richards III. Sohn Edward of Middleham in York als Prince of Wales investiert. Damit trug er den traditionellen Titel der englischen Thronfolger. Sir James Tyrell, ein Gefolgsmann Richards, wurde in diesen Tagen beauftragt, Insignien aus dem Londoner Tower und Festkleidung für die königlichen Knappen für diesen Anlass nach York zu bringen. Dieser Botengang wird immer wieder mit dem Verschwinden des jungen Eduard und seines Bruders Richard in Verbindung gebracht. Möglicherweise hatte Richard III. Tyrell beauftragt, seine Neffen zu ermorden. Allerdings hielt sich der (kurz darauf verräterische) Herzog von Buckingham – der Konnetabel von England war und als solcher jederzeit Zugang zum Tower hatte – zum vermuteten Todeszeitpunkt der Kinder in London auf. Die Kinder waren auch für den vom Herzog unterstützten Heinrich Tudor, den späteren Heinrich VII., ein Thronhindernis. Letztendlich konnte ihr Schicksal aber niemals endgültig geklärt werden. Sie verschwanden im Spätsommer 1483. Vermutlich wurden sie ermordet, aber selbst das ist, trotz späterer Funde von Kinderskeletten im Tower, nicht eindeutig bewiesen.
Richard III. begann sofort nach seinem Herrschaftsantritt damit, Woodville-Vertreter aus den wichtigen Positionen des Königreichs zu entfernen. Im Oktober 1483 ließ er seinen vormaligen Verbündeten Henry Stafford, den 2. Duke of Buckingham, als Verräter ausrufen. Buckingham hatte mit Heinrich aus dem walisischen Haus Tudor Kontakt aufgenommen und ihn zum Einfall in England ermuntert. Heinrich war ein Nachkomme der Witwe Heinrichs V. und über seine Mutter ein Nachkomme John of Gaunts und damit, wenn auch nur in weiblicher Linie, der letzte Erbe des Hauses Lancaster. Am 2. November wurde der Herzog von Buckingham hingerichtet. Anfang April 1484 starb der Thronfolger Edward, Königin Anne am 16. März 1485. Es gibt Gerüchte, dass Richard daraufhin versuchte, bei der Kirche die Eheschließung mit seiner Nichte Elizabeth of York, der Tochter Eduards IV., zu erwirken. Tatsächlich fanden zu diesem Zeitpunkt Verhandlungen über eine Heirat Richards mit Johanna von Portugal und parallel dazu Elizabeths mit dem portugiesischen Thronfolger Manuel statt.

### Niederlage und Tod
Am 7. August 1485 landete Heinrich Tudor schließlich in England. In Milford Haven ging er mit walisischen und französischen Truppen sowie einem Söldnerkontingent an Land. Ohne auf nennenswerten Widerstand zu stoßen, konnte er in einem Eilmarsch Lichfield erreichen. Richard zog ihm entgegen, und am 22. August kämpften sie in der Schlacht von Bosworth um die Krone Englands.
Zunächst schien Richard III. mit seinem zahlenmäßig überlegenen Heer die Oberhand zu behalten. Richard hatte die Chance, den Kampf zu gewinnen, als er und sein persönliches Gefolge bis zu Heinrich vordrangen und es fast schafften, ihn zu töten, um die Schlacht rasch zu entscheiden. In diesem Moment wechselte jedoch Richards Verbündeter Sir William Stanley, ein Bruder von Heinrichs Stiefvater, die Seiten und griff den König von der Flanke an. Richard und sein Gefolge wurden eingekreist. Für den in vorderster Front kämpfenden Richard, der während seiner Attacke vom Großteil seiner Armee getrennt worden war, bedeutete dieser Verrat das Todesurteil. Angeblich wurde er vom walisischen Adligen Rhys ap Thomas mit einer Streitaxt erschlagen. Die königliche Armee löste sich danach auf. Nach einigen Quellen wurde seine Krone noch auf dem Schlachtfeld an Heinrich Tudor übergeben.

### Begräbnis und Nachfolge
Richards Leichnam wurde geschändet, nackt auf ein Pferd geschnürt in die Stadt Leicester gebracht, dort im Wirtshaus The New Wake ausgestellt, auch um seinen Anhängern zu beweisen, dass die Sache der Yorkisten verloren war, und schließlich von den Minoriten des Franziskanerordens in ihrer Klosterkirche, der dortigen Greyfriars’ Church, in einer rasch ausgehobenen Grube unter dem Kirchenboden bestattet.
Mit Richards Nachfolger Heinrich VII. begann die Ära des Tudor-Königtums. Heinrich Tudor ließ alle Zweifel an seinem Anspruch auf den Königstitel im November 1485 durch das Parlament beseitigen. Dieses stellte kurzerhand fest, dass er der rechtmäßige König von England sei, da er den Thron faktisch innehabe. Außerdem wurde der Beginn von Heinrichs Herrschaft auf den Vorabend von Bosworth zurückdatiert, sodass man Richard III. und 28 seiner Hauptanhänger zu Hochverrätern erklären konnte. Um seine Herrschaft auch dynastisch zu legitimieren, heiratete Heinrich Tudor auf Wunsch des Parlaments fünf Monate nach der Schlacht die Nichte Richards, Elizabeth of York, die älteste Tochter Eduards IV. Sie hatten sieben Kinder, zu denen der zukünftige englische König Heinrich VIII. sowie die zukünftige Königin von Schottland Margaret Tudor gehörten. Als das Haus Tudor (mit den Kindern Heinrichs VIII.) ausstarb, erbten die Nachfahren Margarets aus dem schottischen Haus Stuart 1603 die englische Krone. Von ihr stammen alle nachfolgenden Dynastien und auch die heutigen britischen Monarchen ab.
1495 stellte Heinrich VII. 50 Pfund (entspricht 60.000 heutigen Pfund) für einen Marmorsarkophag und ein Alabastermonument in der Franziskanerkirche zur Verfügung. Das Wissen um den genauen Ort der Begräbnisstätte ging allerdings in den folgenden Jahrhunderten verloren, denn nach der Auflösung des Klosters im Jahr 1538 wurde das Gelände verkauft und im Laufe der Jahrhunderte immer dichter bebaut. Eine mittelalterliche Karte, die den genauen Ort der Klosteranlage zeigt, wurde erst 2008 wiederentdeckt. Die Annahme, Richards Leichnam sei während der Auflösung der englischen Klöster in den nahen Fluss Soar geworfen worden, konnte erst durch den Fund seines Grabs im Jahr 2012 widerlegt werden.

### Wiederentdeckung und Untersuchung der Gebeine

#### Ausgrabung

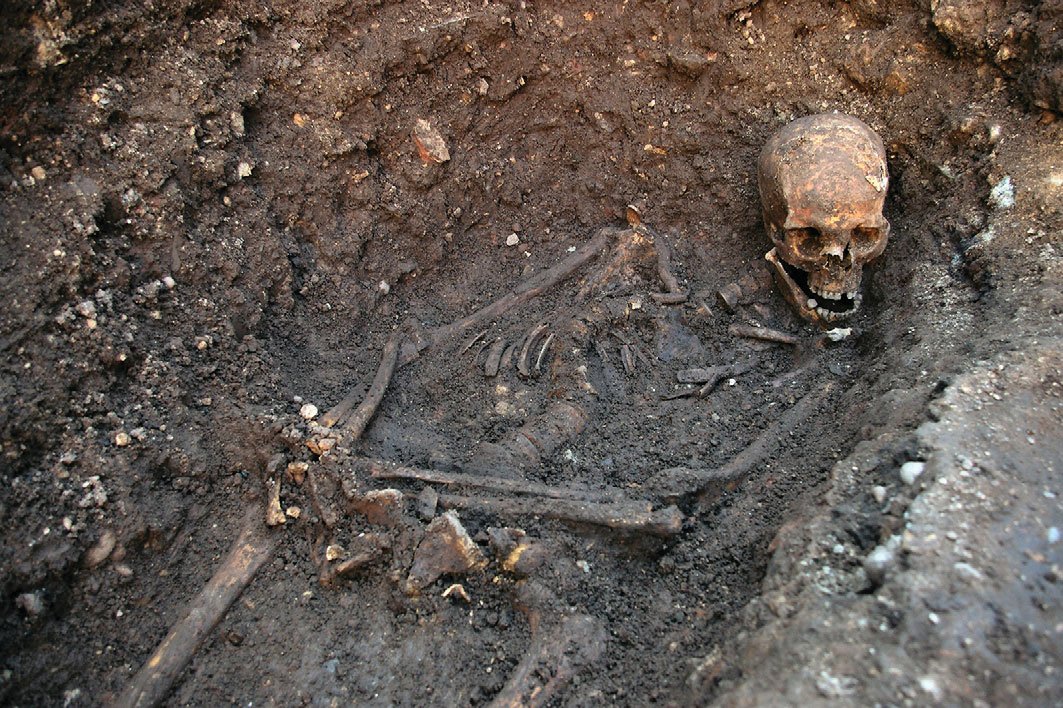
Die Gebeine Richards III. bei der Ausgrabung, deutlich zu erkennen ist die seitliche Verkrümmung der Wirbelsäule.

Lage des ehemaligen Franziskanerklosters in Leicester auf aktueller Karte. Das Skelett Richards III. wurde im September 2012 unter dem ehemaligen Chor des zerstörten Klosters entdeckt (Markierung mit einem blauen Punkt).

Am 25. August 2012 begannen auf einem Parkplatz in der mittelenglischen Stadt Leicester Ausgrabungsarbeiten auf Initiative der Amateurhistorikerin Philippa Langley, die den Fund erst ermöglicht und die Grabung bei der University of Leicester in Auftrag gegeben hatte. Sie vermutete auf dem Gelände, dem einzigen heute unbebauten Teil eines ehemaligen Franziskanerklosters, das Grab Richards. Der Parkplatz befand sich genau an der Stelle, an der anhand einer alten Karte der Standort der früheren Greyfriars church lokalisiert werden konnte.
Anfang September 2012 wurde bei den Ausgrabungen ein menschliches Skelett gefunden, in einer Grube, die sich unter dem Gang vor der Chorschranke des einstigen Kirchenchors befand, das augenscheinlich eine verkrümmte Wirbelsäule aufwies, wie sie von „Richard Hunchback“, Richard dem Buckligen, überliefert ist. Nach der fachgerechten Exhumierung durch Archäologen wurden die Überreste in einen mit dem Plantagenet-Banner abgedeckten Karton gelegt und von dem Rosenkriegs-Historiker John Ashdown-Hill vom Ort ihrer Auffindung zu den molekulargenetischen Untersuchungen an der Universität Leicester getragen. Die eindeutige Identifizierung der Gebeine als die Richards III. wurde auf einer Pressekonferenz der Universität Leicester am 4. Februar 2013 bekanntgegeben.

#### Anatomischer Befund und Isotopenuntersuchung
Das Skelett ist das eines Mannes von mittlerer Statur im Alter von ungefähr 30 Jahren, der nach Radiokarbon-Datierung etwa im Zeitraum 1455–1540 gestorben ist. Die Knochen weisen insgesamt zehn Verletzungen auf, acht davon am Kopf, die alle nahe dem Todeszeitpunkt beigebracht worden waren. Nach einer anderen Auswertung sind es insgesamt elf Verletzungen, davon neun am Kopf. Todesursache waren wohl zwei schwere Hiebverletzungen am Schädel, die vermutlich von einer Hellebarde und einem Schwert verursacht worden sind. Andere Knochenschäden sind wohl nachträglich zugefügt worden, so auch eine schwere Verletzung an der Hüfte, da diese von den seinerzeit üblichen Rüstungen eigentlich geschützt war. Vermutlich hatte Richard III. in der Schlacht bei Bosworth Field seinen Helm abgenommen oder im Kampf verloren. Möglicherweise war er auch vom Pferd abgestiegen, weil es im Schlamm stecken geblieben war. Diesen tragischen Augenblick verewigte Shakespeare in seinem Drama Richard III. durch den weltberühmten Ausruf, den er dem verzweifelten König in den Mund legte: “A horse, a horse, my kingdom for a horse!” (5. Akt, 4. Szene, Zeile 13).
Die Knochen zeigen auch eine ausgeprägte Fehlstellung der Wirbelsäule (Skoliose), die vermutlich ab dem zehnten Lebensjahr entstanden war. Diese Fehlstellung ist durch mehrere Biografen als ein körperliches Merkmal Richards III. überliefert. Er litt somit unter einer seitlichen Verkrümmung der Wirbelsäule mit sichtbarer Asymmetrie des Oberkörpers, hatte aber nicht einen „Buckel“ im klassischen Sinne, mit Wirbelsäulenverkrümmung des Rückgrats nach hinten, wie es die Regieanweisung Shakespeares für den „Hunchback“ (Buckligen) seines Dramas vorsieht, der seit Jahrhunderten von Schauspielern mit einem Kissen im Rücken gespielt wird.
Mittels der Isotopenanalyse eines Zahns, eines Oberschenkelknochens und einer Rippe konnte zudem nachgewiesen werden, dass der Tote ebenso wie Richard als Kind in Wales gelebt und dass er in seinen letzten Lebensjahren viele Wildvögel und viel Wein zu sich genommen hatte, wie es bei königlichen Banketten aufgetischt wurde.

#### DNA-Untersuchungen
Die Vermutung, dass es sich bei den gefundenen Überresten um die Gebeine Richards III. handelt, konnte nach DNA-Analysen im Februar 2013 bestätigt werden. Die Schwierigkeit lag darin, unter möglicherweise Millionen von Nachfahren seiner Verwandten solche zu finden, bei denen eine ausschließlich weibliche Erblinie vorlag, denn die mitochondriale DNA wird nur in der weiblichen Linie weitergegeben und verändert sich dabei auch über viele Generationen kaum. Die in den Knochen gefundene mitochondriale DNA wurde mit der eines direkten Nachfahren von Richards Schwester Anne of York in der 17. Generation, des in London arbeitenden kanadischen Kunsttischlers Michael Ibsen, verglichen. Dieser ist mit Richard über dessen Mutter Cecily Neville in rein maternaler Linie verwandt. Richard hatte zwar zwölf Geschwister, doch nur zwei seiner Schwestern, Anne und Elizabeth, hatten Nachfahren. Zur Absicherung des Ergebnisses wurde die mitochondriale DNA eines weiteren Abkömmlings von Cecily Neville in maternaler Linie namens Wendy Duldig verglichen, die ebenfalls übereinstimmte. Der Historiker John Ashdown-Hill brauchte drei Jahre, diese Nachfahren ausfindig zu machen, denen ihre königliche Abstammung unbekannt war. Mit ihnen stirbt die ununterbrochene weibliche Nachfahrenlinie der Schwestern des Königs aus, sodass ein DNA-Abgleich zu einem späteren Zeitpunkt wohl undurchführbar gewesen wäre.
Bei dem Vergleich der Y-chromosomalen DNA Richards III. mit fünf anonymen lebenden männlichen Nachkommen des Henry Somerset, des 5. Dukes of Beaufort, aus der letzten blühenden Bastardlinie der Plantagenets, wiesen vier der Probanden eine Übereinstimmung auf, jedoch keine mit dem Y-Chromosomentyp des Skeletts. Möglicherweise kam es in den 19 Generationen zwischen Richard III. und Henry Somerset zu einer falschen Vaterschaft, ob in den Häusern York oder Beaufort, ließ sich nicht genau ermitteln. Die Nachkommen des 5. Dukes of Beaufort wiesen jedoch einen relativ häufigen Y-Chromosomentyp auf, der sich von der seltenen Linie unterscheidet, die in den Überresten von Richard III. gefunden wurde.

#### Wiederbestattung

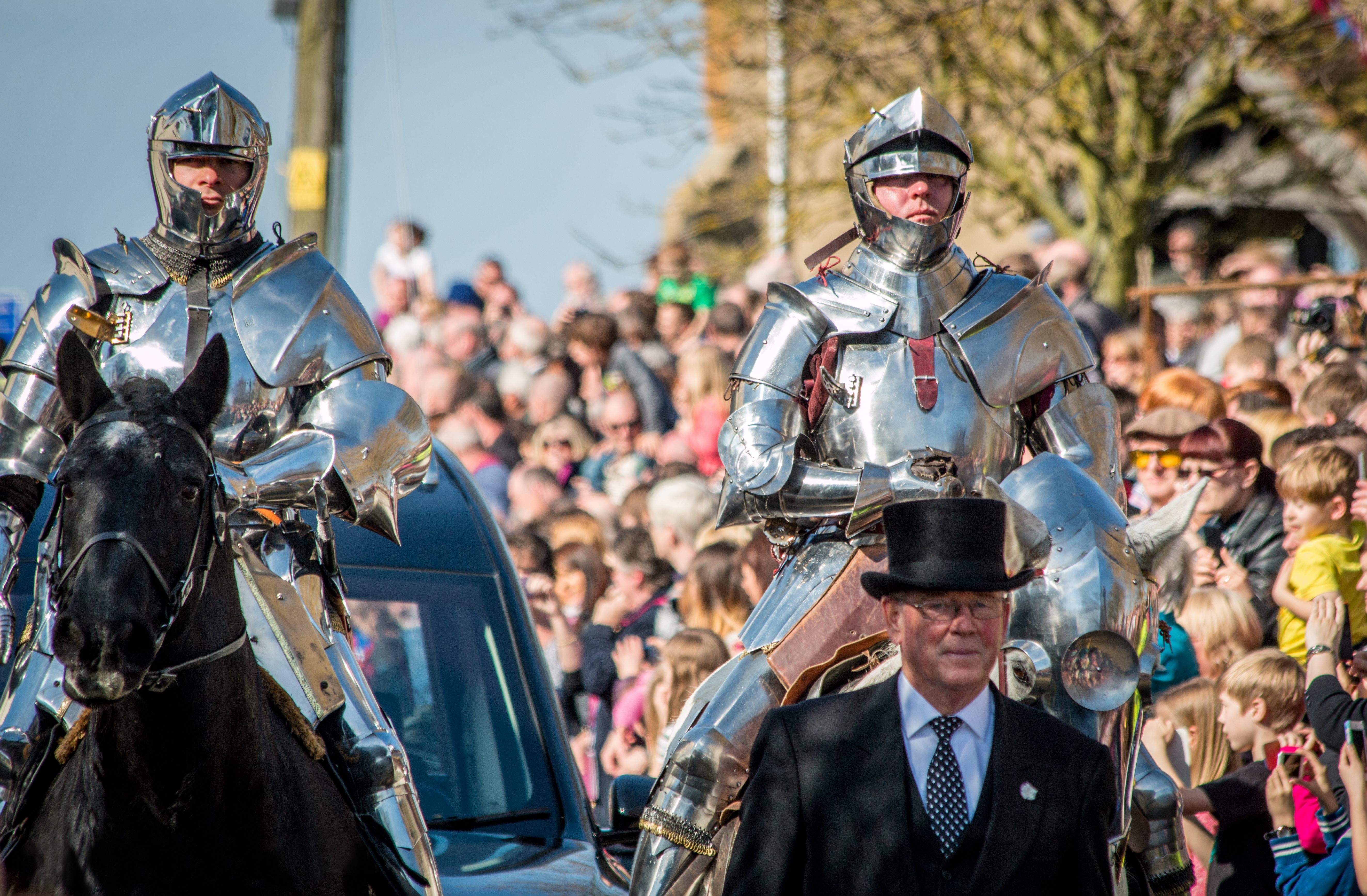
Geleitzug für den Sarg Richards III.

In der Universität wurden die gereinigten Gebeine in einer Zeremonie in eine Kutte aus Leinen und Naturwolle gehüllt, wie man sie im Mittelalter verwendete, und – mit einem Rosenkranz in den Händen – in einen Bleisarg gelegt, der wiederum in einen schlichten Eichensarg gestellt wurde, den jener Nachfahre Michael Ibsen, dessen DNA zur Identifizierung beigetragen hatte, angefertigt hatte. Am 22. März 2015 wurden die Gebeine Richards III. mit militärischen Ehren unter Salutschüssen in die Kathedrale von Leicester überführt. Die Stadtverwaltung inszenierte tagelange Feierlichkeiten, weil ihr sehr daran gelegen war, nicht nur die unwürdigen Umstände seiner ersten Grablegung wiedergutzumachen, sondern auch die Aufmerksamkeit der Welt auf diesen Ort zu lenken. Der Sarg wurde drei Tage lang ausgestellt und von 20.000 Besuchern besichtigt, die Tausende weiße Rosen (das Symbol des Hauses York) dort ablegten. Während einwöchiger Feierlichkeiten wurde der Sarg an mehrere Orte in Leicestershire gebracht, darunter die Stationen seiner letzten Tage bis hin zum Schlachtfeld und zum Fundort der Gebeine an der Stelle der Franziskanerkirche. Der Umzug erfolgte teils mit einer Leichenkutsche, teil mit einem Leichenwagen. Der Sarg war mit einem Gebinde mit weißen Rosen bedeckt. Am 23. März 2015 zelebrierte der katholische Erzbischof von Westminster, Kardinal Vincent Nichols, ein Requiem für den katholischen König in der Holy Cross Priory von Leicester.
Am 26. März 2015 wurden die Gebeine Richards in der anglikanischen Kathedrale von Leicester feierlich neu bestattet. Der Erzbischof von Canterbury, Justin Welby, und der Bischof von Leicester standen der Trauerfeier vor; das britische Königshaus war durch Richard, Herzog von Gloucester, den aktuellen Titelträger von König Richards Titel vor seiner Thronbesteigung, und seine Gemahlin sowie Sophie von Wessex, die Schwiegertochter der damaligen Königin Elisabeth II., vertreten. Die Königin sandte eine Grußbotschaft, die zu Beginn des Requiems verlesen wurde und in der sie das Ereignis „an event of great national and international significance“ nannte. Die Abwesenheit der Königin und des Thronfolgers wurde mit anderweitigen Terminen begründet, im Internet wurde jedoch spekuliert, dass sie den umstrittenen König (und mutmaßlichen Kindermörder) nicht vor den Augen der Welt ehren wollten. Hinzu kommt, dass sie ihre Abstammung (und damit ihren Thronanspruch) direkt auf Heinrich VII. zurückführen, den Gegner Richards, der sich auf dem Schlachtfeld von Bosworth die Krone errang.
Es wurden eine Vertonung des Psalms 138 von Leonel Power, die schon zu Lebzeiten des Königs gesungen wurde, sowie einige eigens für diese Feier geschriebene Lamentos, Fanfaren und Motetten gespielt, darunter eine Bearbeitung von God Save the King von Judith Weir und ein Introitus In memoriam: Ricardus Rex. Der Schauspieler Benedict Cumberbatch, der in der BBC-Serie The Hollow Crown den König spielt, trug ein eigens beauftragtes Gedicht von Carol Ann Duffy vor. Die militärische Eskorte, die den Sarg in die Kathedrale trug und dann ins Grab senkte, bestand aus Soldaten dreier Regimenter der Queen’s Division, dem Royal Anglian Regiment, dem Princess of Wales's Royal Regiment und dem Royal Regiment of Fusiliers – alle drei werden aus den ehemaligen Lehnsländern derer rekrutiert, die auf dem Schlachtfeld von Bosworth für König Richard III. gekämpft hatten.

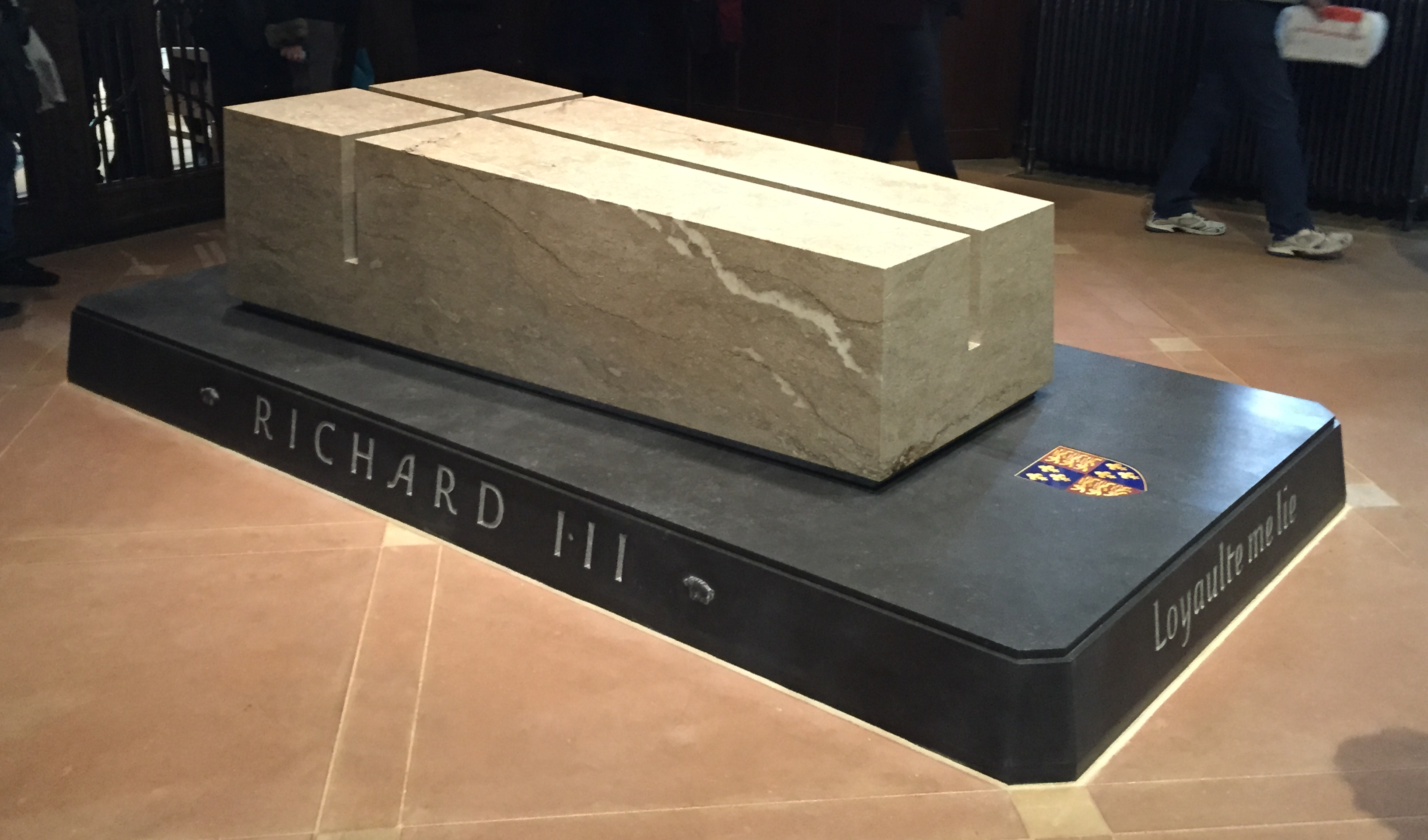
Grabmal Richards III. in der Kathedrale von Leicester, sein Motto Loyaulte me lie (französisch für „Loyalität bindet mich“) rechts an der Sockelplatte

Der Sarg wurde vor dem Hochaltar in den Boden der Kathedrale eingesenkt, darüber wurde ein sarkophagähnliches Grabmal, entworfen von den Architekten van Heyningen and Haward aus Swaledale-Sandstein auf einem Sockel aus schwarzem Kilkenny-Marmor aufgestellt, für das die Richard III Society, die sich der Rehabilitierung des Königs widmet, 10.000 Pfund gestiftet hatte. Dieselbe Gesellschaft hatte bereits 1982 eine schwarze Gedenkplatte in den Boden des Altarraums der Kathedrale eingesenkt, die inzwischen in das Besucherzentrum verbracht wurde.
Die Wahl des Bestattungsortes hatte für Kontroversen gesorgt; es wurde kritisiert, dass Richard III. als Oberhaupt des Hauses York nicht im York Minster beigesetzt wurde. Doch befinden sich dort keinerlei Plantagenet-Gräber, die meisten Könige dieser Dynastie sind vielmehr in der Westminster Abbey begraben, was ebenfalls vorgeschlagen wurde. Richards Eltern und sein Bruder Edmund, Earl of Rutland, sind in der Church of St Mary and All Saints in Fotheringhay, North Northamptonshire, bestattet, nahe Fotheringhay Castle, dem Stammsitz des Hauses York. Auch dort hatte die Richard III Society eine Gedenkstätte für ihn in einer Seitenkapelle eingerichtet, als seine Gebeine noch verschollen waren. Der Court of Appeal entschied nach einer Klage schließlich, dass keine Bedenken gegen die von der Stadt Leicester beabsichtigte Bestattung in der dortigen Kathedrale bestünden.

#### Museum in Leicester
Die Stadt erwarb anschließend von einer Schule den Parkplatz mit der Fundstelle und richtete in den angrenzenden Gebäuden für 4,5 Millionen £ das King Richard III Visitor Centre ein. Die ursprüngliche Grabgrube ist durch ein Glasfenster auf dem Platz ebenso zu sehen wie zahlreiche mit der Ausgrabung und Identifizierung verbundene Objekte samt einer Replik des Skeletts, zudem eine Ausstellung über Leben und Sterben des Monarchen.

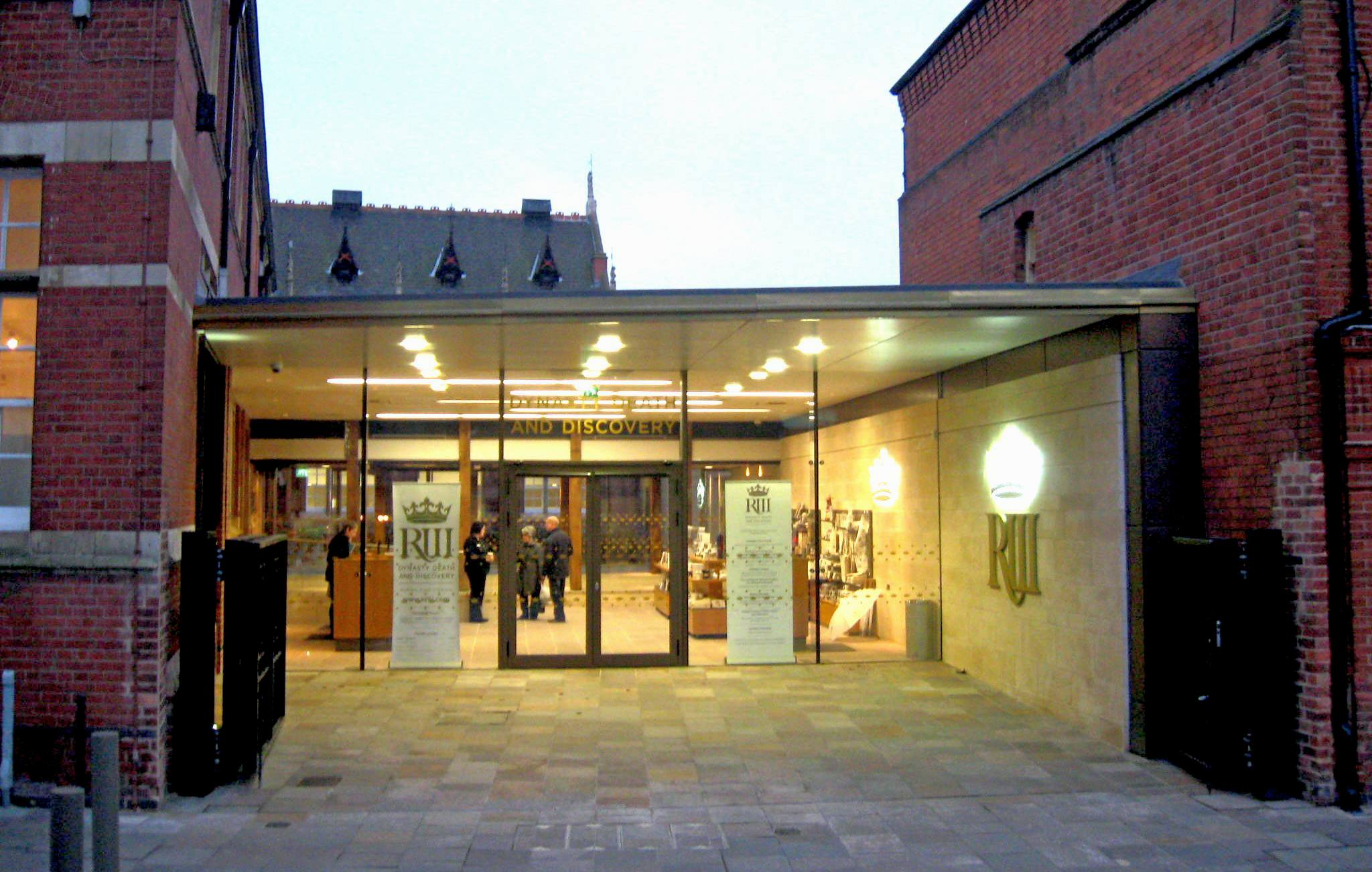
King Richard III Visitor Centre, Leicester
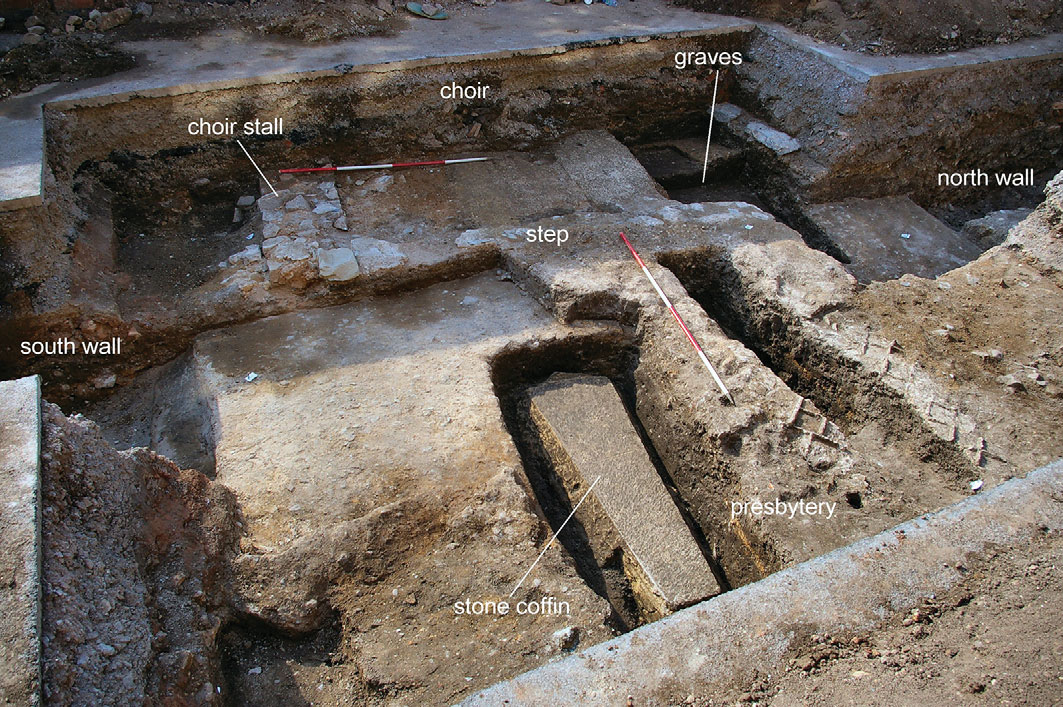
Ausstellung: „Der König unter dem Parkplatz“ (der Steinsarg enthielt aber eine andere Bestattung)
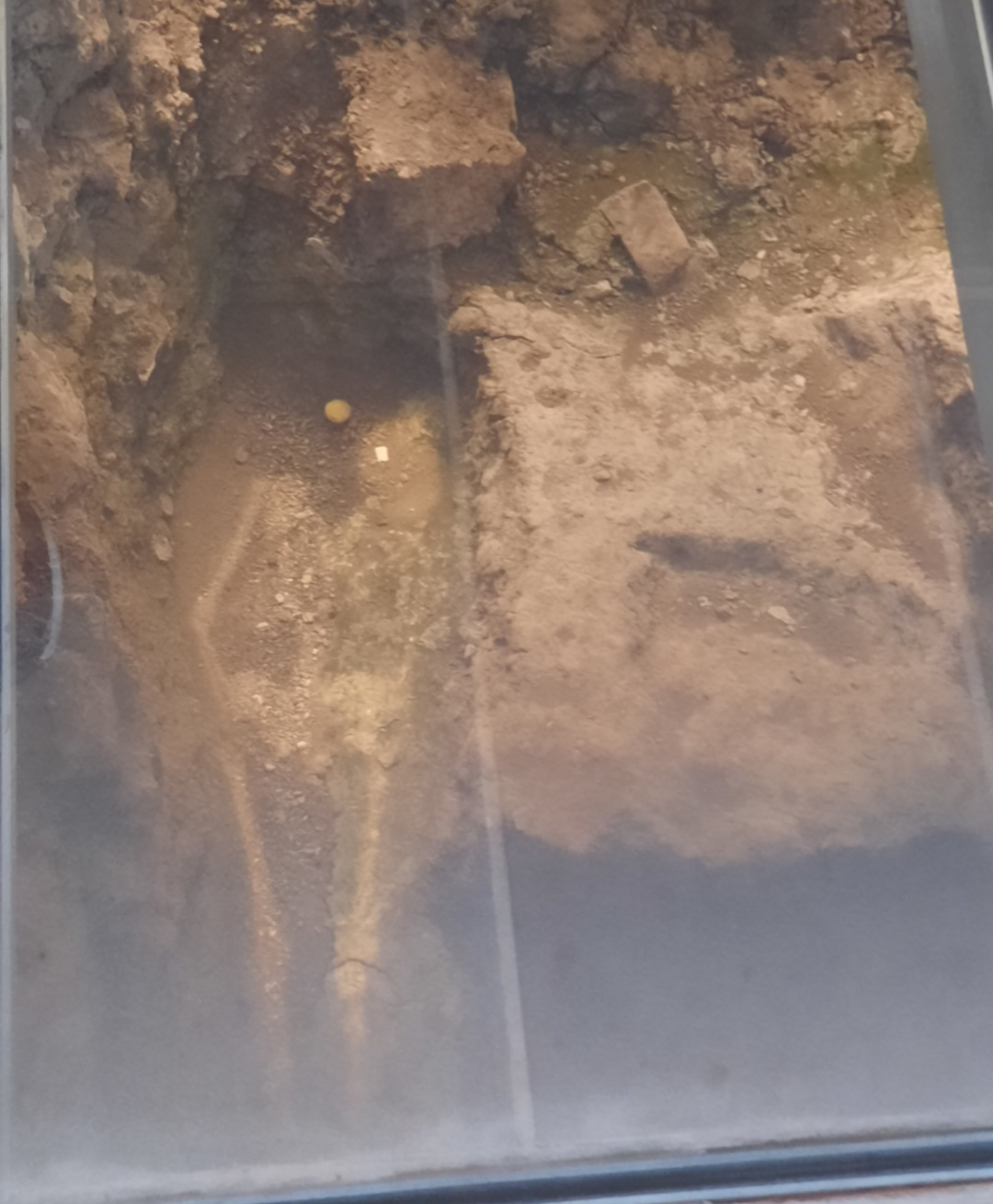
Fundgrube
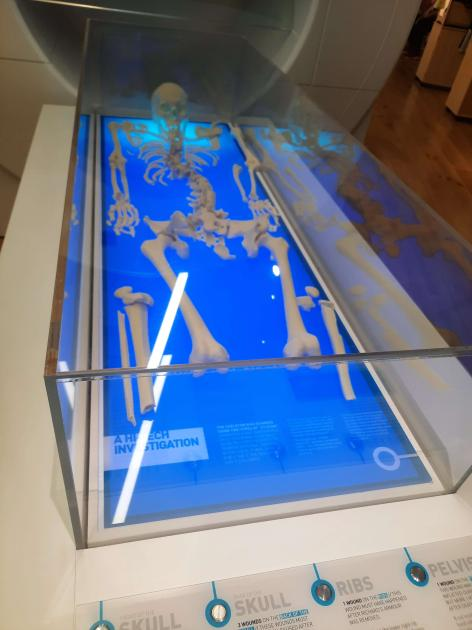
Abguß des Skeletts
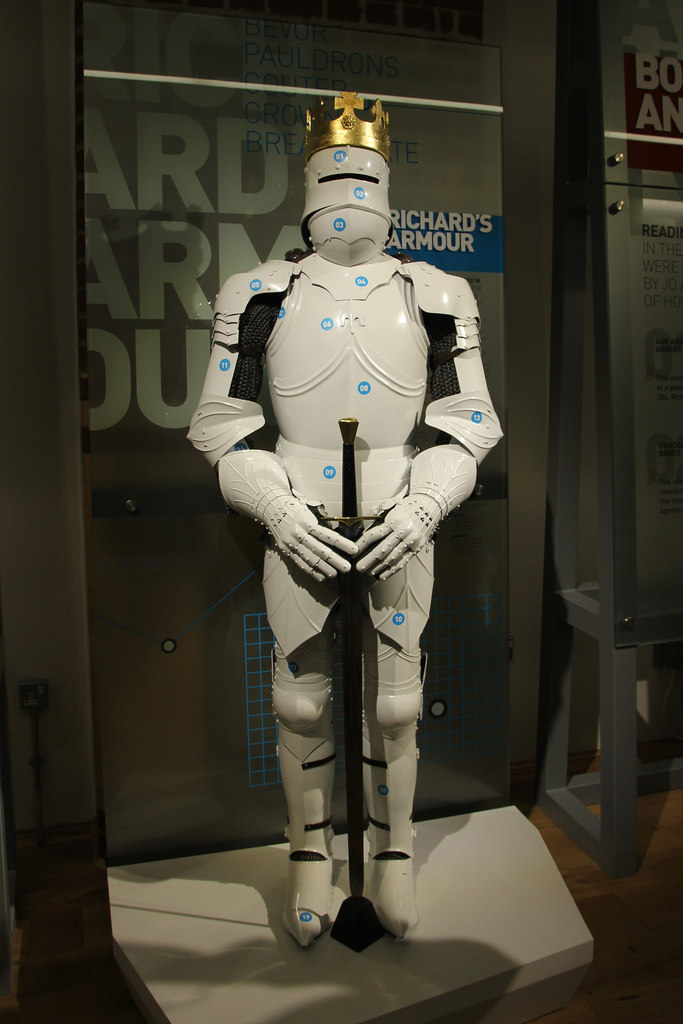
Rüstungspuppe mit markierten Einstichstellen
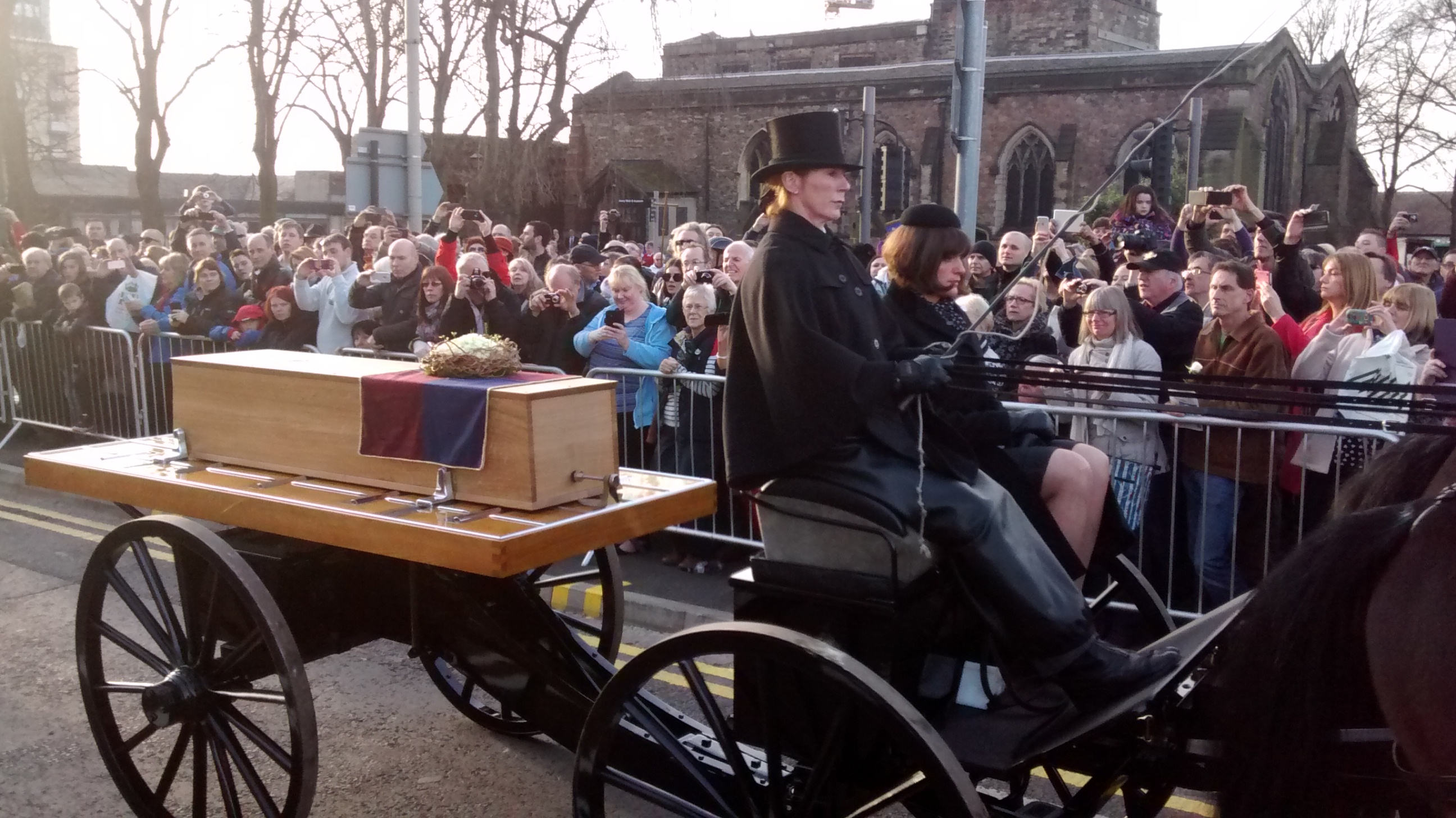
Rundfahrt des Sarges (2015)
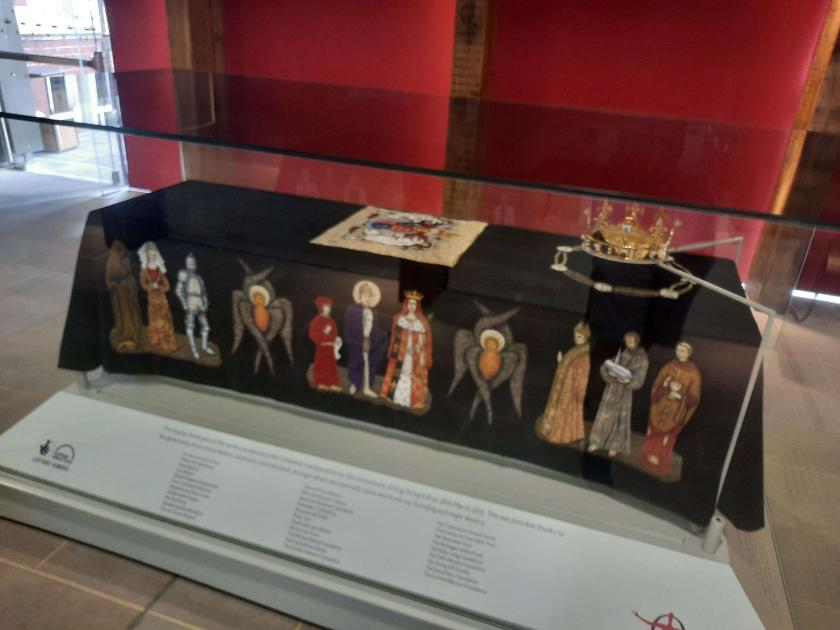
Sargdecke und Grabkrone von der Wiederbestattung
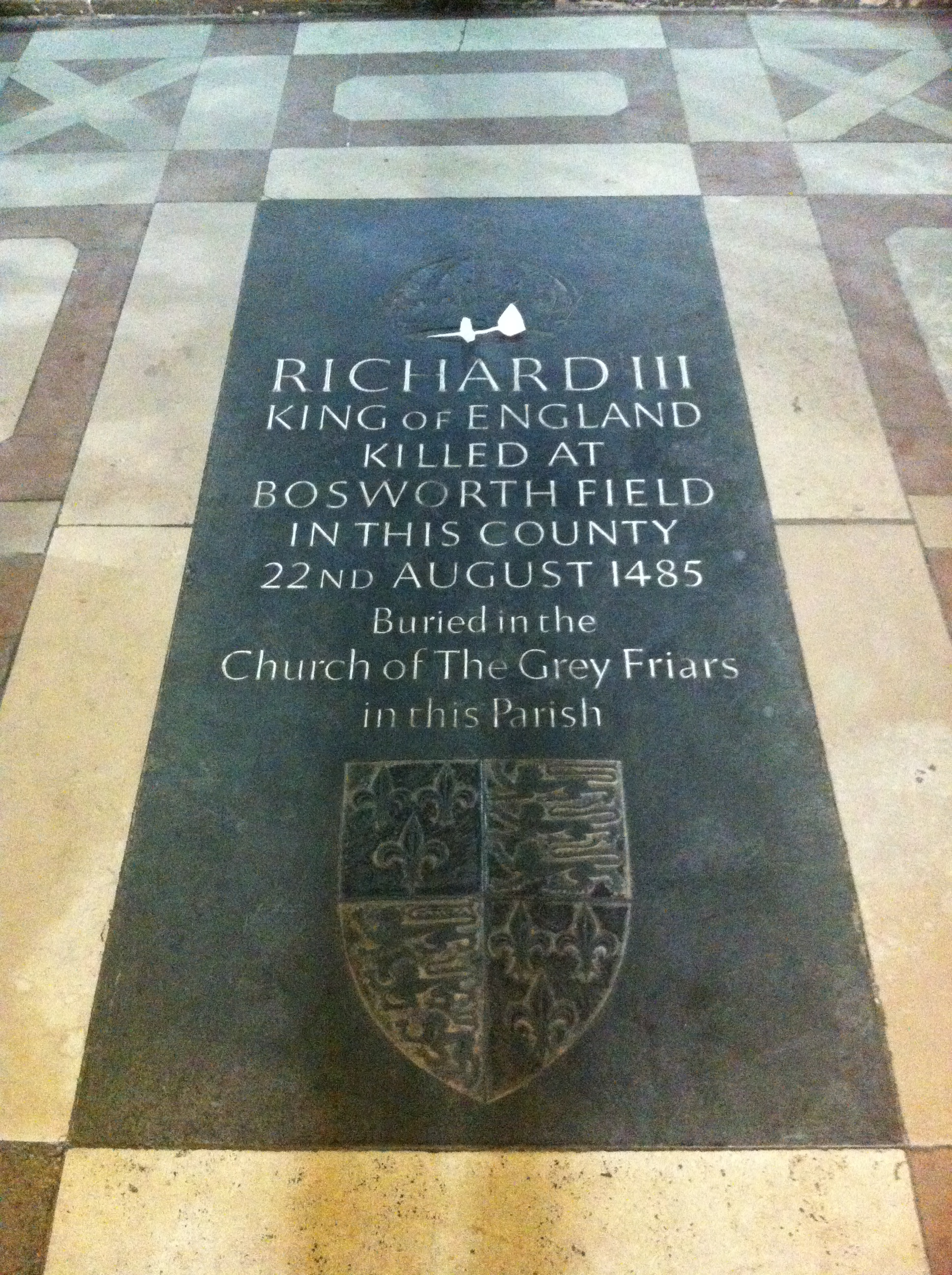
Gedenkstein von 1982 aus der Kathedrale

## Ehe und Nachkommen
Richard III. heiratete um 1472 Lady Anne Neville, Tochter des Richard Neville, 16. Earl of Warwick, und Witwe des Edward of Lancaster. Aus der Ehe ging einzig der Sohn Edward of Middleham (* um 1474/76; † 1484) hervor.
Richard erkannte außerdem zwei außereheliche Kinder an:
- John of Gloucester (auch John of Pontefract); er wurde im März 1485 zum Captain von Calais ernannt und erhielt unter Heinrich VII. ein Jahresgehalt von 20 Pfund aus dem Anwesen Kingston Lacy in Dorset, welches seinem Vater gehört hatte. Seine spätere Karriere ist unbekannt. Der illegitime Sohn Richards, der zur Zeit der Warbeck-Warwick-Verschwörung im Tower starb, ist vermutlich dieser John gewesen.
- Katherine; sie wurde im Februar 1484 mit William Herbert, Earl of Huntingdon, verlobt. Die Ehe sollte vor dem 29. November geschlossen werden. Bei der Krönung von Elizabeth of York am 25. November 1487 wird Herbert jedoch Witwer genannt. Katherine war daher wohl entweder gestorben oder Herbert hatte das Eheversprechen nicht eingehalten.

## Nachleben

### Rezeption in der Tudor-Zeit

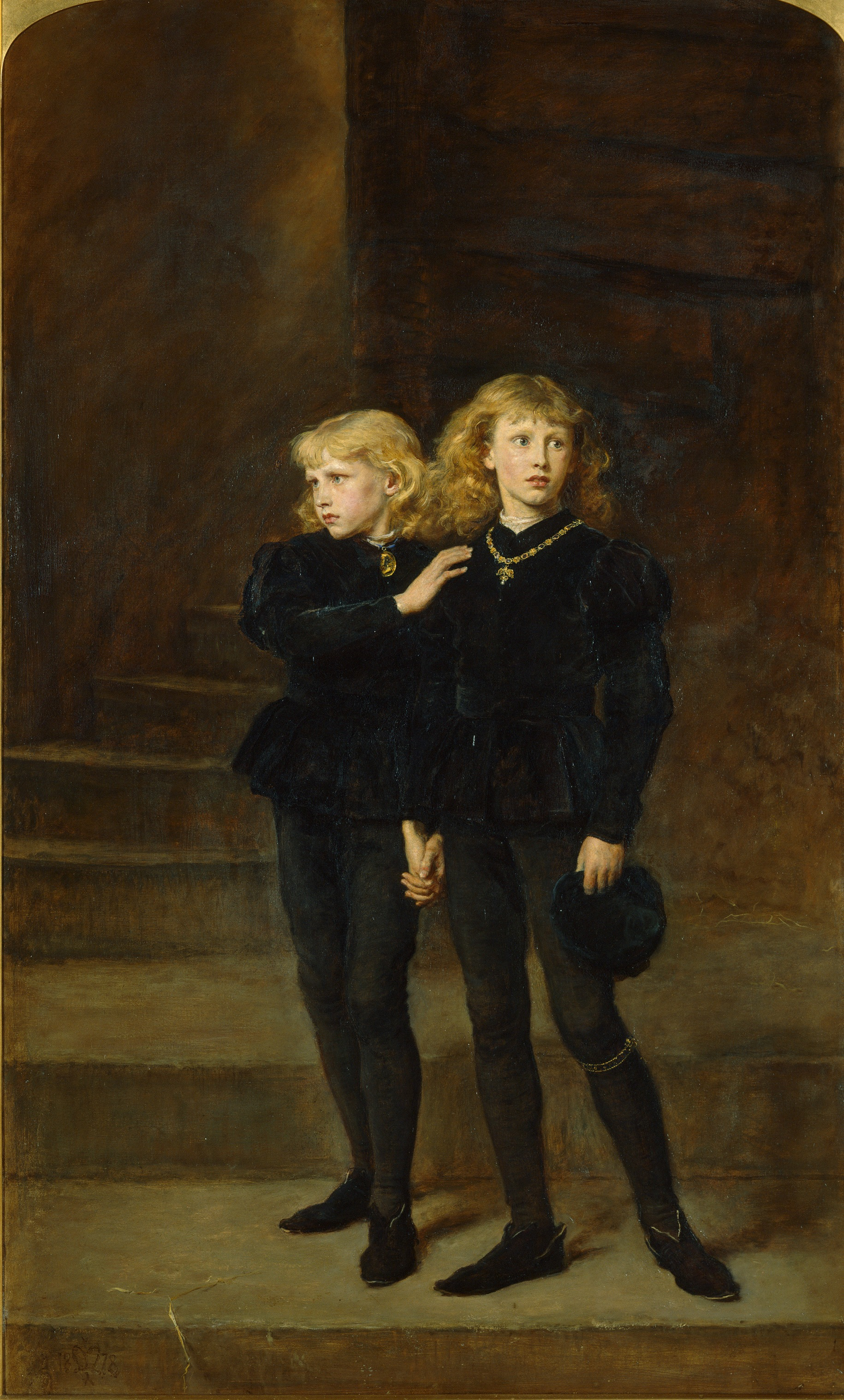
Die Prinzen im Tower; romantisierendes Gemälde von John Everett Millais (1878)

William Shakespeare schrieb um 1593 die Tragödie von König Richard III. Sie stellt den König als skrupellosen Machtmenschen dar, der von einem Verbrechen zum nächsten getrieben wird, um zur Herrschaft zu gelangen und diese zu sichern. Shakespeare lässt Richard III. in der ersten Szene des ersten Aktes mit den folgenden Worten auftreten (Übersetzung von August Wilhelm Schlegel):
Ich, um dies schöne Ebenmaß verkürzt,
Von der Natur um Bildung falsch betrogen,
Entstellt, verwahrlost, vor der Zeit gesandt
In diese Welt des Atmens, halb kaum fertig
Gemacht, und zwar so lahm und ungeziemend,
Daß Hunde bellen, hink' ich wo vorbei -
[…]
Und darum, weil ich nicht als ein Verliebter
Kann kürzen diese fein beredten Tage,
Bin ich gewillt, ein Bösewicht zu werden
Und feind den eitlen Freuden dieser Tage.
An diesem Bild von Richard als dem Schurken auf dem englischen Thron hat sich im allgemeinen Bewusstsein bis in die Gegenwart wenig geändert. Die Herrscher aus dem Haus Tudor, auch Elisabeth I., zu deren Zeit Shakespeare sein Drama schrieb, hatten großes Interesse daran, den Gegenspieler des Gründers ihrer Dynastie in ungünstigem Licht erscheinen zu lassen.
Zur schlechten Presse für Richard trugen spätere literarische Adaptionen seiner Figur bei. Darin wird er, wie bei Shakespeare, häufig als Krüppel geschildert, was damals als Beweis eines bösartigen Charakters galt. Ein bekanntes Bild, das ihn mit Buckel zeigt, ist aller Wahrscheinlichkeit nach bereits in der Tudorzeit manipuliert worden. Die wenigen zeitgenössischen Beschreibungen bezeichnen ihn eher als schmächtigen, wenn auch sehr drahtigen und kampferprobten Mann. Neueste wissenschaftliche Untersuchungen mit Hilfe von 3D-Druck haben gezeigt, dass er nicht unter einem Buckel litt, sondern unter Skoliose. Ein Kampf auf dem Schlachtfeld wäre mit derartigen körperlichen Beeinträchtigungen wohl auch nicht möglich gewesen, vor allem auch wegen der schweren Rüstungen und Waffen.
Der historische Stoff um Richard III. wurde auch nach Shakespeare immer wieder zu Dramen verarbeitet, beispielsweise von Hans Henny Jahnn, der 1921 das Stück Die Krönung Richards III verfasste. Musikalische Umsetzungen stammen u. a. von Bedřich Smetana (Sinfonische Dichtung Richard III. op. 11, 1857/58), Robert Volkmann (Ouvertüre op. 68 und Zwischenaktmusik op. 73 zu Shakespeares Richard III., 1871/72) und Edward German (Ouvertüre und Bühnenmusik zu Shakespeares Richard III., 1889).

### Heutige Rezeption

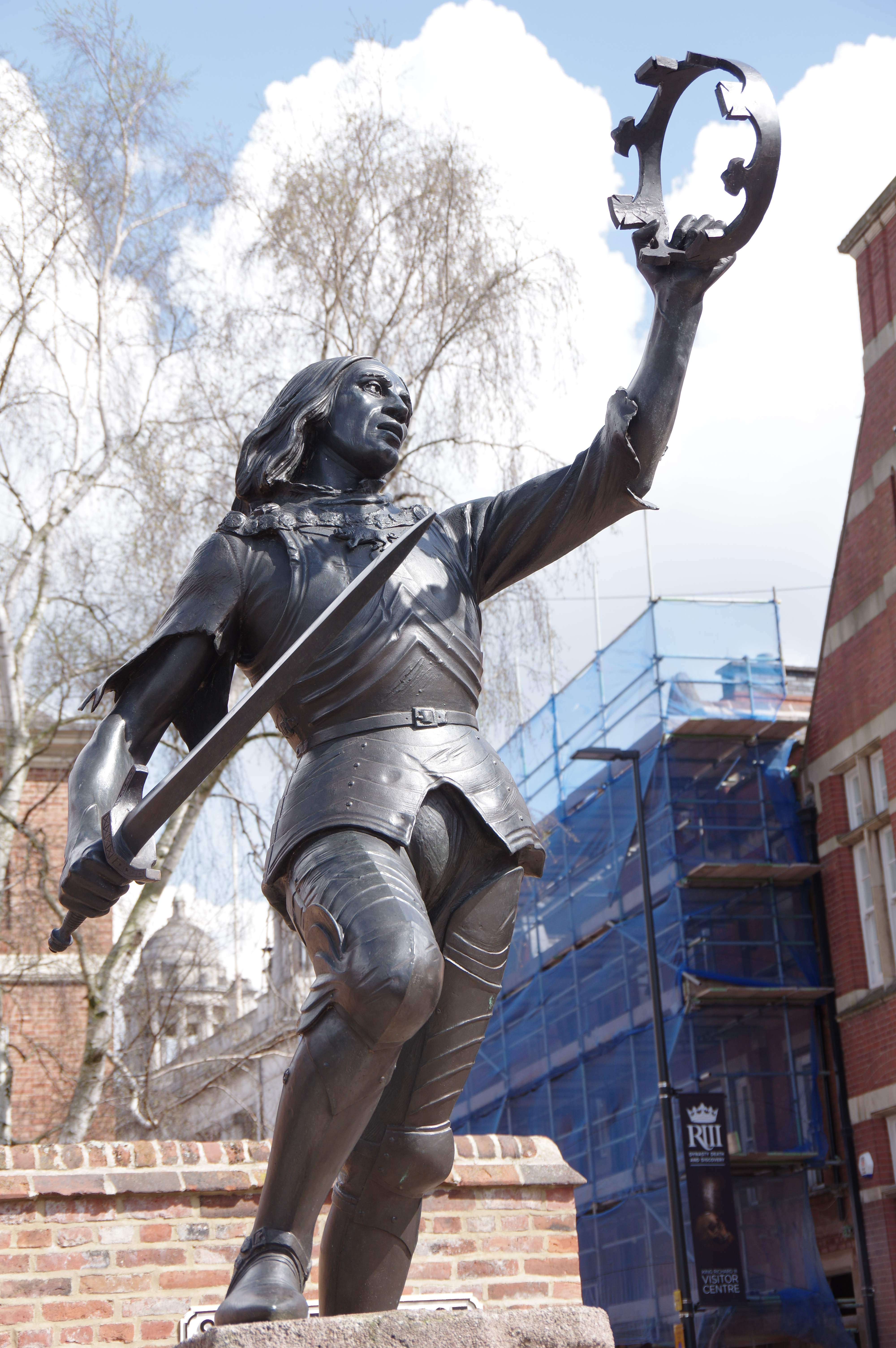
Die neben der Kathedrale von Leicester aufgestellte Statue Richards III. von James Butler, angelehnt an Shakespeares Zitat: “A horse, a horse, my kingdom for a horse!”

Heutige Historiker betrachten den zweifelhaften Ruf, der Richard seit seinem Tod anhaftete, primär als Folge der unklaren historischen Überlieferung in der Tudor-Epoche. In jüngerer Zeit stellte sich heraus, dass er die meisten ihm unterstellten Verbrechen nicht begangen haben konnte. Bisher ungeklärt ist, ob er tatsächlich für den Tod seiner beiden Neffen, der Prinzen im Tower, verantwortlich war.
In der 2002 vom britischen Fernsehsender BBC ausgestrahlten Sendung 100 Greatest Britons wurde Richard III. in einer nicht repräsentativen Telefonabstimmung auf Platz 82 der Liste gewählt. An der Abstimmung beteiligten sich ca. 450.000 Bürger des Vereinigten Königreichs.
Am 5. Februar 2013 stellten Wissenschaftler in London ein dreidimensionales Kopfmodell Richards III. vor, das unter Leitung von Caroline Wilkinson, Professorin für kraniofaziale Identifikation der Universität Dundee in Schottland, mithilfe des im Jahr 2012 aufgefundenen Schädels angefertigt wurde. Die Richard-III.-Gesellschaft, die die Rekonstruktion finanziert hatte, erhofft sich hiervon eine Veränderung des von Shakespeare geprägten Bildes Richards III. als skrupelloser Herrscher.
2016 wurde Shakespeares Stück neu von der BBC verfilmt, als Abschluss für ihre Serie The Hollow Crown.
Seit 2015 wird regelmäßig und mehrmals pro Jahr „Richard III.“ mit Lars Eidinger in der Hauptrolle an der Berliner Schaubühne aufgeführt.

### Verfilmung
Der Film The Lost King aus dem Jahr 2022 handelt von der Entdeckung der Überreste von Richard III. Die Amateurhistorikerin Philippa Langley wurde dabei von Sally Hawkins gespielt.

### Fachliteratur
- Terry Breverton: Richard III: The King in the Car Park. Amberley, Chalford 2015, ISBN 978-1-4456-4479-0.
- John Ashdown-Hill: Last Days of Richard III and the Fate of His DNA. History Press, Stroud 2013, ISBN 978-0-7524-9205-6.
- Michael Hicks: Richard III. Tempus Publishing Limited, Stroud 2000, ISBN 0-7524-2589-7.
- Rosemary Horrox: Richard III: A Failed King? Allen Lane, London 2020, ISBN 978-0-14-197893-2.
- Andreas Kalckhoff: Richard III. Sein Leben und seine Zeit. Gustav Lübbe Verlag, Bergisch Gladbach 1980, ISBN 3-7857-0253-1.
- Paul M. Kendall: Richard III. Callwey, München 1980, ISBN 3-7667-0520-2.
- A. J. Pollard: Richard III and the Princes in the Tower. Bramley Books, Godalming 1997, ISBN 1-85833-772-0.
- Charles Ross: Richard III. Methuen, London 1981 (mehrere NDe).

### Belletristische Darstellungen
- Sharon Kay Penman: The Sunne in Splendour. Ballantine Books, New York 1982, ISBN 0-345-36313-2.
- Rosemary Hawley-Jarman: Die Sonne von York. (aus d. Engl. übertr. von Manfred Vogel) Molden, München 1972, ISBN 3-217-00427-2.
- Charlotte Kaufmann: Die Rose von York. Richard III. und Ann Neville. München 1989.
- Anne Easter Smith: Die Rose von England. (histor. Roman. Orig. A Rose for a Crown. Deutsch 2006).
- Josephine Tey: Alibi für einen König. (deutsch 1959 unter dem Titel: Richard der Verleumdete), ISBN 3-7254-0184-5.
- Elizabeth George: I, Richard. Bantam Books, New York 2002, ISBN 0-553-80258-5.